# メリニャック
メリニャック （Mérignac、オック語:Merinhac）は、フランス、ヌーヴェル＝アキテーヌ地域圏、ジロンド県の都市。ボルドーに隣接しており、ボルドー・メリニャック空港がある。

## 歴史
考古学上の研究から、紀元前2世紀から紀元前1500年の間に人が定住していたことがわかっている。現在の都市の基礎ができたのは、ローマ人のガリア征服期であった。1世紀のガリア＝ローマ人のヴィラの領域であったマトリニアクス（Matriniacus）は、現在あるロマネスク様式教会の場所を中心に存在した。そしてデヴェーズ川流域の小さな村落を巻き込んで次第に拡大していった。
キリスト教が伝来していたことは、現在も名残を残すサン＝ヴァンサン教区教会が7世紀につくられたことで証明される。幾度も破壊と再建を繰り返し、現在のロマネスク様式教会は1231年に完成している。中世初期、マトリニアクスはメリナック（Mayrinac）と呼ばれており、12世紀にはアキテーヌ公国の摂政政のもとでイングランド王国の支配下にあった。1453年のカスティヨンの戦いでフランスが勝利するまで、この地はイングランド領であった。
イングランド人たちの手で発展したワイン用ブドウ栽培は、やがて小さな村々の主要経済活動となった。
1939年、ヴィシー政権はア城（Château du Hâ）をスペイン内戦の避難民のための避難所とした。1940年10月25日以降、ナチス・ドイツ占領下のフランス全土から、定住しない流浪者がこの城に集められ拘留された。多くのジプシーの家族が収容された。1942年7月、ドイツ秘密警察は16歳から45歳までのユダヤ人収容者をア城に拘留しており、彼らのうち459人は同じ年のうちにドランシー収容所へ送られた。
第二次世界大戦後、ア城は、裁判を待つナチス協力者の拘留所として使用された。1946年以降は不法滞在者（特にスペイン人）の拘留所となった。1948年に拘留所は閉鎖されたが、1956年についに壊されるまではホームレスの仮宿泊所となっていた。

## 姉妹都市
- ビラノバ・イ・ラ・ジャルトル、スペイン
- マトシーニョス、ポルトガル
- カオラック、セネガル